# Santa Fé do Sul
Santa Fé do Sul este un oraș în São Paulo (SP), Brazilia.